# James Malcom Leslie Renton
James Malcom Leslie Renton, britanski general, * 1898, † 1972.